# Орден Гражданских заслуг (Франция)
Орден Гражданских заслуг (полное название орден Гражданских заслуг Министерства внутренних дел; фр. Ordre du Mérite civil du ministère de l’intérieur) — ведомственная награда Франции, находившаяся в ведении Министерства внутренних дел. Был учреждён декретом от 14 октября 1957 года и упразднён в результате орденской реформы 3 декабря 1963 года.

## История
Орден Гражданских заслуг был учреждён 14 октября 1957 года и предназначался для вознаграждения за продолжительную плодотворную службу служащих Министерства внутренних дел, а также сотрудников местных органов государственного и муниципального управления (департаментов и коммун), общественных организаций и им подобных, подведомственных министерству.
Орден находился в ведении Министра внутренних дел и управлялся Советом ордена. Совет состоял из 11 членов (4 — ex officio и 7 — назначаемых министром):
Министр внутренних дел (председатель Совета);
Член Совета ордена Почётного легиона (назначался министром по представлению Великого канцлера ордена Почётного легиона);
Директор канцелярии министра;
Главный секретарь министерства;
Директор по персоналу министерства;
Шесть членов из представителей местных органов управления (назначались министром).
Орден Гражданских заслуг был упразднён декретом от 3 декабря 1963 года, которым был учреждён Национальный орден Заслуг, заменивший собой многочисленные ведомственные ордена заслуг. Награждённые орденом Гражданских заслуг сохранили право носить знаки ордена и пользоваться положенными льготами и после его упразднения.

## Степени ордена
Орден Гражданских заслуг состоял из трёх степеней:
 Командор (фр. Commandeur) — знак на ленте, носимый на шее; высшая степень ордена;
 Офицер (фр. Officier) — знак на ленте с розеткой, носимый на левой стороне груди;
 Кавалер (фр. Chevalier) — знак на ленте, носимый на левой стороне груди.

## Условия награждения
Кандидат в кавалеры ордена должен был быть не моложе 35 лет от роду, пользоваться гражданскими правами и иметь не менее 10 лет стажа государственной службы. Награждение офицерской степенью ордена могло быть произведено не ранее 8 лет после получения кавалерской степени, а командорской степенью — не ранее 5 лет после получения офицерской. Офицеры и командоры ордена Почётного легиона могли быть представлены сразу к аналогичным степеням ордена Гражданских заслуг, минуя младшие. Члены Совета Гражданских заслуг ордена становились командорами по праву.
Награждения орденом производились два раза в год — 1 января и 14 июля.
Было установлено ограничение на количество ежегодных награждений: не более 10 в степень командора, не более 60 в степень офицера и не более 200 в степень кавалера.
В виде исключения, в первый год по учреждении ордена было разрешено произвести награждения в двойном количестве от установленного ограничения, при этом не учитывалось правило межнаградного срока для степеней офицера и командора. Также, на первые 8 лет после учреждения ордена разрешалось производить награждения старшими степенями в сокращенный межнаградной срок, но при этом: кавалер, для получения степени офицера, должен был быть не менее 45 лет от роду и иметь стаж службы не менее 18 лет, а офицер, для получения степени командора — 48 и 23 года соответственно.
Иностранцы, проживавшие на территории Франции, могли быть награждены орденом на тех же условиях, что и французские граждане. Иностранцы же, проживавшие за рубежом, могли быть награждены орденом без учёта постепенности и межнаградного срока. Награждения иностранцев не учитывались в ежегодной квоте представлений к награде.

## Знаки ордена
Знак ордена представляет собой восьмиконечную звезду с тонкими лучами, наложенную на восьмиконечную же малую звезду с вогнутыми лучами. Знак покрыт с обеих сторон синей эмалью и имеет в центре медальон без эмали. На лицевой стороне центрального медальона профильное изображение влево головы Марианны во фригийском колпаке (символизирующей Республику Францию) и надпись по окружности — «RÉPUBLIQUE FRANÇAISE». На оборотной стороне медальона надпись в семь строк — «ORDRE / DU / MÉRITE CIVIL / DU / MINISTÈRE / DE / L'INTÉRIEUR».
Размеры знаков кавалеров и офицеров — 40 мм, командоров — 60 мм. Знаки кавалеров — серебряные, офицеров — позолоченные, и командоров — золотые или позолоченные.
Знак через подвес и кольцо крепится к орденской ленте. Подвесы кавалера и офицера в виде малого прорезного прямоугольника, а подвес командора в виде прорезной монограммы «RF», вписанной в перевёрнутый треугольник.
Лента ордена синяя, шириной 37 мм, с чёрной полоской по центру, шириной 2 мм, имеющей тонкую белую окантовку. К ленте офицера крепится розетка из этой же ленты, диаметром 22 мм.
Для повседневного ношения на гражданской одежде предусмотрены розетки из ленты ордена, а для ношения на мундирах — орденские планки.